# Кріпацтво
Кріпа́цтво, або кріпосне́ право (також кріпа́ччина, або панське право) (від «кріпостей» — купчих документів на землю, відомих на Русі з кінця XV ст.), у вузькому сенсі — правова система, або система правових норм при феодалізмі, яка встановлювала залежність селянина від феодала й неповну власність феодала на селянина. Знаходило юридичний вираз у прикріпленні селянина до землі, праві феодала на працю й майно селянина, відчуджуванні його як із землею, так і без неї, надзвичайному обмеженні дієздатності (відсутність у селянина права порядкувати нерухомим майном, спадщиною, виступати в суді, права державної присяги тощо). У широкому сенсі — система суспільно-економічних, політичних і правових відносин у феодальному суспільстві.
Особиста залежність від феодала, як правило, закріплювалася державною владою. На українських землях кріпацтво існувало від часів Руської Держави. У період польсько-литовської держави (XVI ст.) закріпаченими стали 20 % селян. На Закарпатті утвердилося на початку XVI ст. Визвольна війна середини XVII ст. спричинила фактичне зникнення кріпацтва на більшості території України. На Лівобережжі й Слобожанщині відновлено указом Катерини II від 3 травня 1783 р. 1861 року скасовано в «підросійській» Україні й Росії.
Скасування паспортної системи для селян в СРСР і заборона колгоспникам залишати земельні ділянки фактично поновили прикріплення селян до землі від 1930 і до поч. 1950-х рр. з обов'язковою умовою відробітку «трудоднів».

## Поняття
Поняття «кріпацтво» запроваджено в українській і російській публіцистиці в XIX столітті. Походить від слова «кріпость», що вживалося у Великому князівстві Московському від кінця XV століття для позначення документів, що встановлювали право необмеженої приватної власності (прикріплення): так звана «купча кріпость». За феодально-кріпосницького ладу знаряддям експлуатації є прикріплення робітника до землі, наділення його землею. Наділений землею селянин повинен бути особисто залежний від пана («поміщика»). Кріпаки — це люди, що не мають своєї хати, нічого свого, що повинні все життя працювати на свого господаря.

## Історія кріпацтва в Україні

### Русь
Кріпаччина сягає своїм корінням часів Київської Русі. Покріпачення селян відбувалося поступово в тісному зв'язку з розвитком великого землеволодіння. Першими кріпаками були «посаджені на землю» обмежені в правах холопи, челядь князя. «Руська Правда» законодавчо визначила їхнє безправне становище, як і становище кабальних людей: закупів, рядовичів, закладників та інших, що були засуджені і ставали кріпаками. Протягом XI—XIII століття експлуатація всіх категорій феодально залежних селян була формою кріпосництва в Київській Русі, а потім і в роздріблених князівствах.

### Литва, Польща, Угорщина
У XI—XV століттях литовські великі князі й польські королі видавали жалувані грамоти руським, литовським, молдавським та іншим феодалам на володіння землею та покріпачення селян. До середини XVI століття в Русі було покріпачено до 20 % селянства. Численні урядові привілеї окремим феодалам і низка законодавчих актів (наприклад, Литовські Статути) встановили особисту залежність селян від феодалів.
1347 року в Польщі видано Вислицький статут, що оформлював кріпацтво в польських і руських землях Галичини й Поділля.
2 травня 1447 року великий князь Казимир видав привілей, що поширив покріпачення на значну частину селян Литви й руських земель, забороняючи перехід приватновласницьких селян у господарські (великокнязівські) маєтки й надаючи феодалові право чинити суд над своїми кріпаками.
Борги селян панам також призводили до покріпачення. Уважалися за кріпаків і сусідки, підсусідки, загородники, що прожили на панській землі до 10 років і не повернули боргу. 1543 р. всякі переходи селян від одного поміщика до іншого було заборонено. На Закарпатті закріпачення селян завершилося на початку XVI століття.
Посилення процесу закріпачення українських селян зумовило розгортання антикріпосницької боротьби. Поряд зі стихійними селянськими повстаннями відбувалися їхні масові втечі до Запорізької Січі. Основною повинністю стала панщина, що невпинно зростала (якщо в XV ст. вона становила близько 14 днів на рік, то в XVI—XVII ст. — 4—6 днів на тиждень), зростали також данина й чинш. «Устава на волоки» 1557 р. посилила закріпачення селянства, надаючи право державі або окремим феодалам захоплювати селянські землі разом із селянином і його майном, збільшила панщину. Після об'єднання Литви з Польщею за Люблінською унією 1569 українське селянство було повністю закріпачено артикулом короля Генріха Валуа 1573 р. і Литовським Статутом 1588 р.
Першим відомим документом, що започаткував закріпачення селян в Україні, вважають ухвалу шляхти Галичини 1435 року. За ним селянин мав право піти від землевласника лише на Різдво, сплативши йому великий викуп. [джерело?]

### Гетьманщина
Селянсько-козацькі повстання й особливо Хмельниччина значно послабили феодально-кріпосницьку систему в Україні, але не знищили її. Маєтки вигнаних польських магнатів і католицької церкви перейшли під оруду «Скарбу Війська Запорозького». Чимало колишніх кріпаків було, зокрема, перетворені на посполитих селян тощо.
Царський уряд після 1654 всіляко сприяв старшині, шляхті та вищому духівництву в покріпаченні селян. На прохання старшини, гетьман Кирило Розумовський 22 квітня (3 травня) 1760 видав універсал, що його підтвердив 1763 царський уряд. За ним селянам було заборонено переселятися на нові місця без письмового дозволу поміщиків.
З 1667 гетьманська влада примушувала селян, що були в залежності від православних монастирів, шляхти й козацької старшини, до «звиклого послушенства».
Після ліквідації царатом Запорозької Січі (1775) частину запорізького козацтва було закріпачено. Решта війська відійшла за межі імперії й оселилася на Дунаї, заснувавши Задунайську Січ.

### Австрійська імперія
У володіннях Габсбурґів Йосиф II скасував 1 листопада 1781 3-денну панщину в Чехії (Богемії), у решті провінцій за тимчасовим законом (1786 року закон став постійним) панщина не повинна була тривати більше 3 днів на тиждень; робочий день влітку мав становити 12 годин, взимку — 8.
1782 року формально скасовано кріпацтво — особисту залежність селян від панів (без згоди пана: брати шлюб, посилати дітей до міської школи), примусову службу на панському дворі, надано елементарні громадянські права, сільським громадам — право самоврядування. Однак селянська земельна ділянка залишалась у власності поміщика («пана»), за користуванням якою селянин («хлоп») був зобов'язаний відпрацьовувати панщину точно означеною кількістю безплатної пішої чи тяглої роботи на користь пана; за це мав також право безплатно користуватися дровами з лісу для опалення і пасовиськом, які були власністю дідича. В Галичині після скасування в 1782 р. кріпацтва панщина зберігалась до 1848 р. (10 лютого 1789 року Йосиф II скасував і панщину, але її поновив Леопольд II у 1790 р.)
На думку Олександра Гуржія, кріпосне право в «підавстрійській» Україні скасоване в 1848 році, хоч насправді скасуванням кріпацтва русини скористались для переселення в Бачку.

### Російська імперія

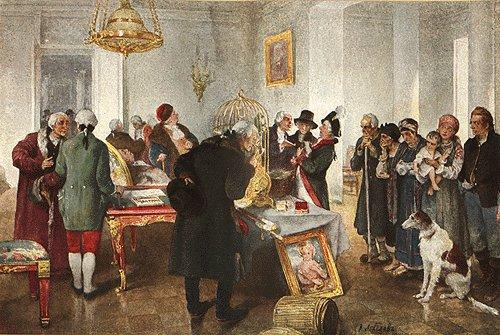
«Продаж кріпаків з аукціону». Картина російського художника Клавдія Лебедєва

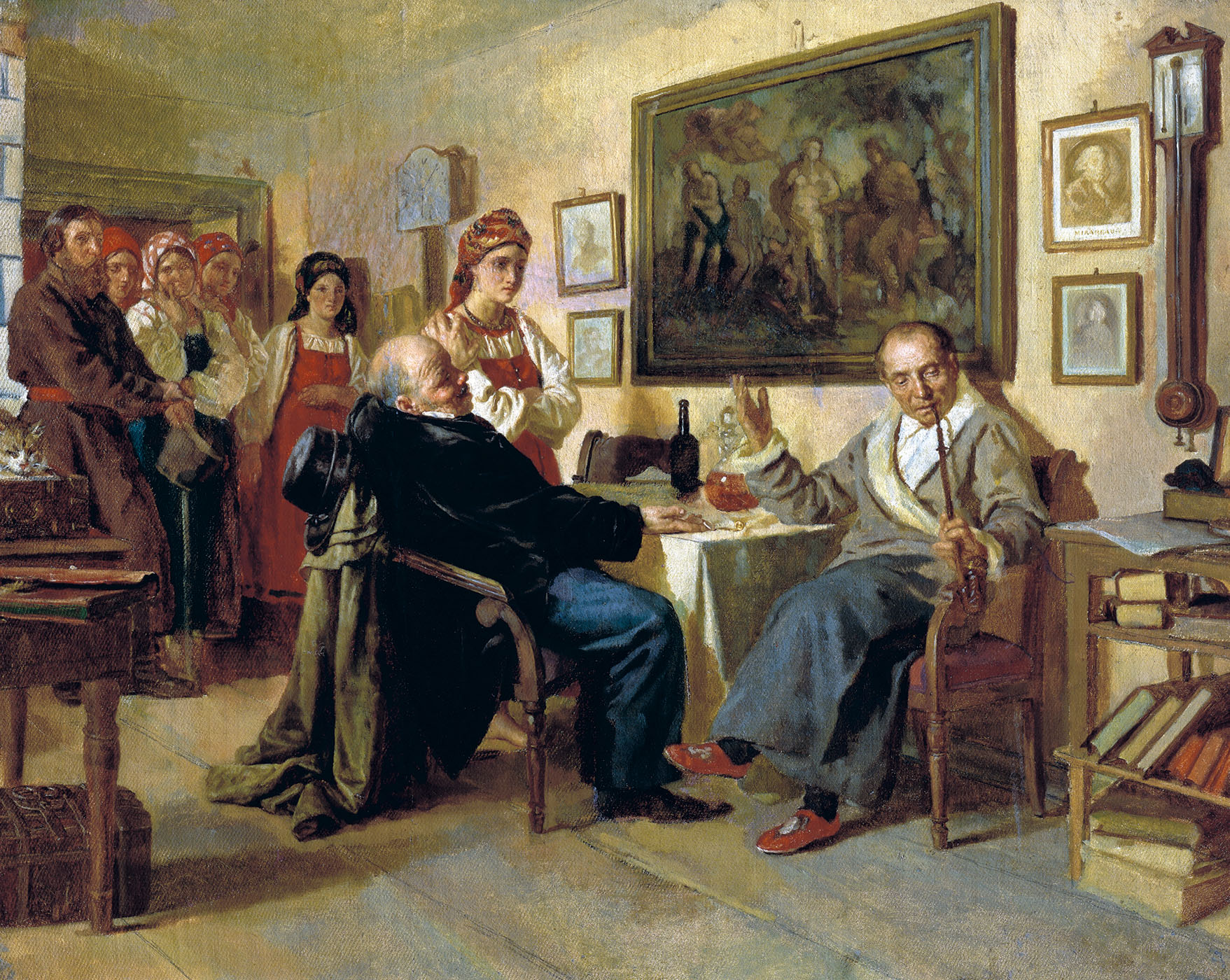
Продаж дворової дівчини на картині російського художника Миколи Неврєва «Торг. Сцена з кріпацького побуту. З недалекого минулого» (1866)

У частині України, колонізованій Російською імперією, кріпацтво остаточно було юридично оформлене пунктом 8 указу Катерини II «О податях с купечества, мещан, крестьян и других обывателей губерний Киевской, Черниговской, Новгород-Северской, Харьковской, Могилевской, Полоцкой, Рижской, Ревельской и Выборгской; о сборе пошлин с дел и с продаваемых недвижимых имений в губерниях малороссийских и о распространении на оные губернии права выкупать недвижимые имения ближайшим родственникам, по общим государственным узаконениям» від 3 (14) травня 1783, за яким селян Київського, Чернігівського та Новгород-Сіверського намісництв (13 % від території сучасної України) повністю позбавлено права переходу й на них поширено було всеросійські закони. Поміщик міг продати кріпака, обміняти на будь-яке майно, розлучити чоловіка з жінкою і батьків з дітьми.
На Київщині, Брацлавщині й Поділлі (особливо з кінця XVIII ст.), землевласники скорочували слободянам «вільні роки», переводили селян з чиншу на панщину.
12 грудня 1796 Павло І видав указ «О прекращении самовольного перехода поселян с места на место в губерниях: Екатеринославской, Вознесенской, Кавказкой и области Таврической, равно как и переселение из других губерний в оные, о способах удовлетворения владельцев, потерпевших от сих переходов и о штрафах за прием и держание беглых людей», яким кріпосне право поширювалось ще на 25 % території сучасної України. Разом з тим 5 квітня 1797 Павло І видав маніфест, яким заборонив примушувати селян працювати в неділю та обмежив панщину до щонайбільше 3 днів на тиждень. Це було перше законодавче обмеження кріпацтва у Росії.
Олександр І видав указ про вільних хліборобів, що полегшував звільнення селян шляхом самовикупу та скасував кріпацтво в Остзейському краї. Але Олександр І не наважився на рішучіші кроки в цьому напрямку. Майбутні декабристи пропонували цареві після перемоги над Наполеоном виїхати до Москви і звідти оголосити про скасування кріпацтва. Але цар відповів, що його вже попередили, що в такому разі його вб'ють.
Микола І розривався між бажанням, щоб усі мовчали та благоденствували, та потребою змін у державі. Було звільнено посесійних селян (приписано до заводів), але указом про залежних селян погіршено становище основної маси кріпаків.
У другій половині XVIII — першій половині XIX ст. кріпацтво у Російській імперії набуло найбрутальніших форм. Рік у рік зростали виступи селян (селянські виступи на Поділлі під проводом Устима Кармелюка, Київська козаччина 1855 тощо).
До слова, в Таврійській губернії кріпаками були близько 6% людей. Для порівняння, в Подільській губернії в кріпацтві перебували близько 60% від загальної кількості населення. Всі ці бідні люди, селяни потрапили у залежність від поміщиків. На їх землях вони виконували натуральні повинності і сплачували подушний податок.
У 1857–1861 в імперії склалася революційна ситуація, що змусило уряд Олександра II до селянських реформ 1861—1866, які юридично скасували кріпацтво в Російській імперії. 19 лютого 1861 імператор Росії Олександр II підписав Маніфест і серію законів про скасування кріпацтва.

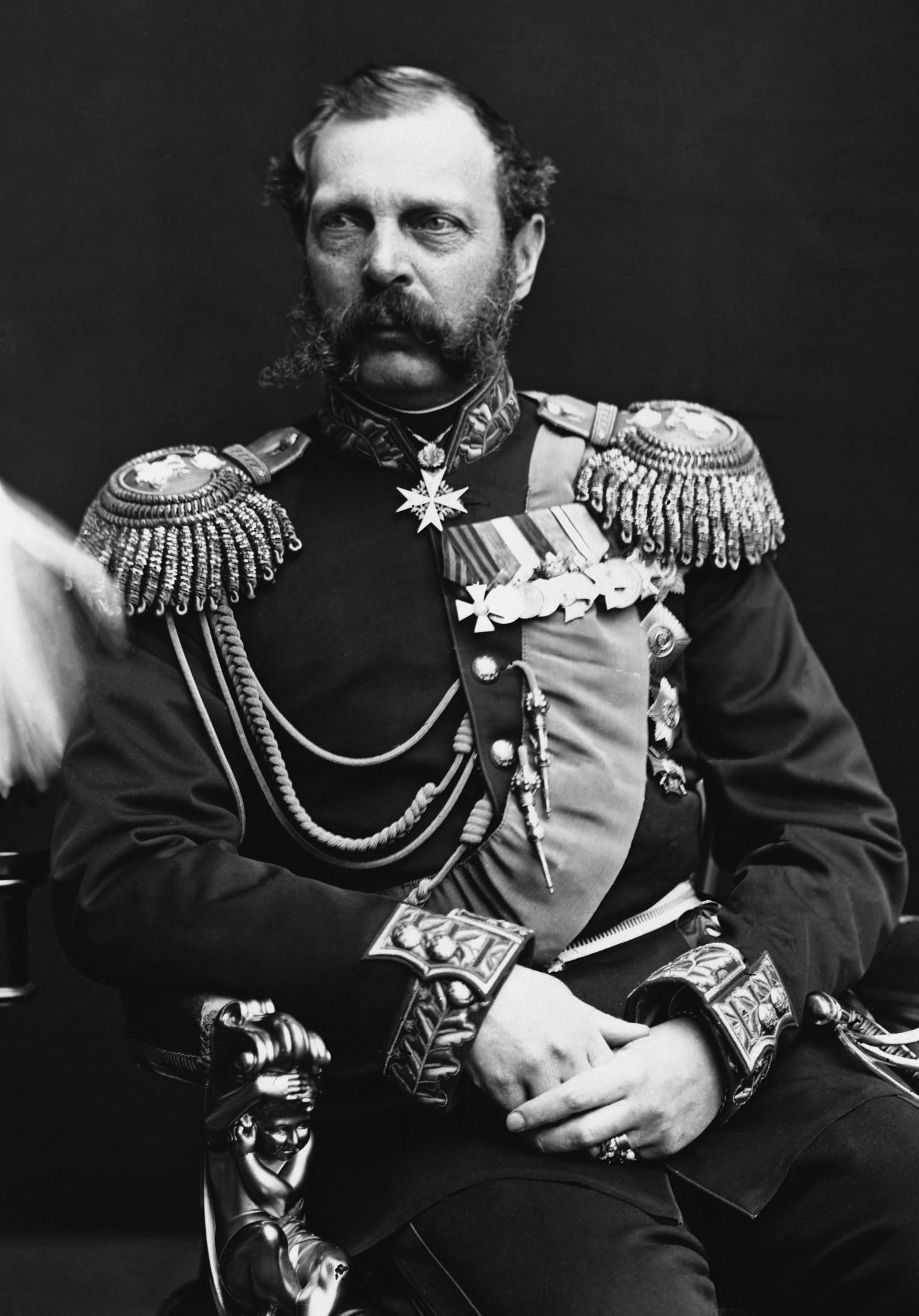
Олександр II